# Blau-Gänsekresse
Die Blau-Gänsekresse (Arabis caerulea) ist eine Pflanzenart aus der Gattung der Gänsekressen (Arabis) innerhalb der Familie der Kreuzblütengewächse (Brassicaceae). Sie ist in den Alpen verbreitet.

## Beschreibung

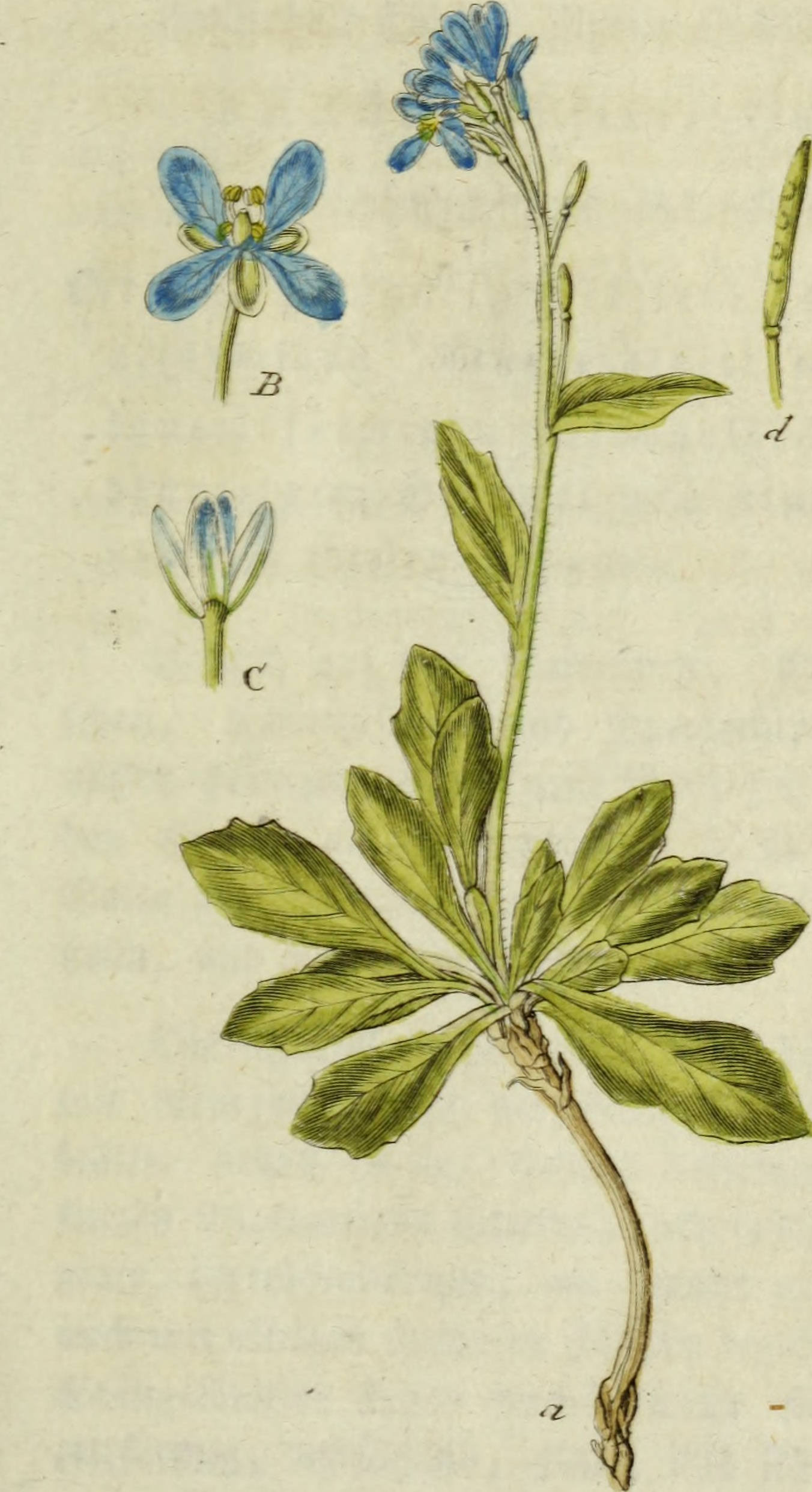
Illustration aus Deutschlands Flora in Abbildungen nach der Natur, 1806

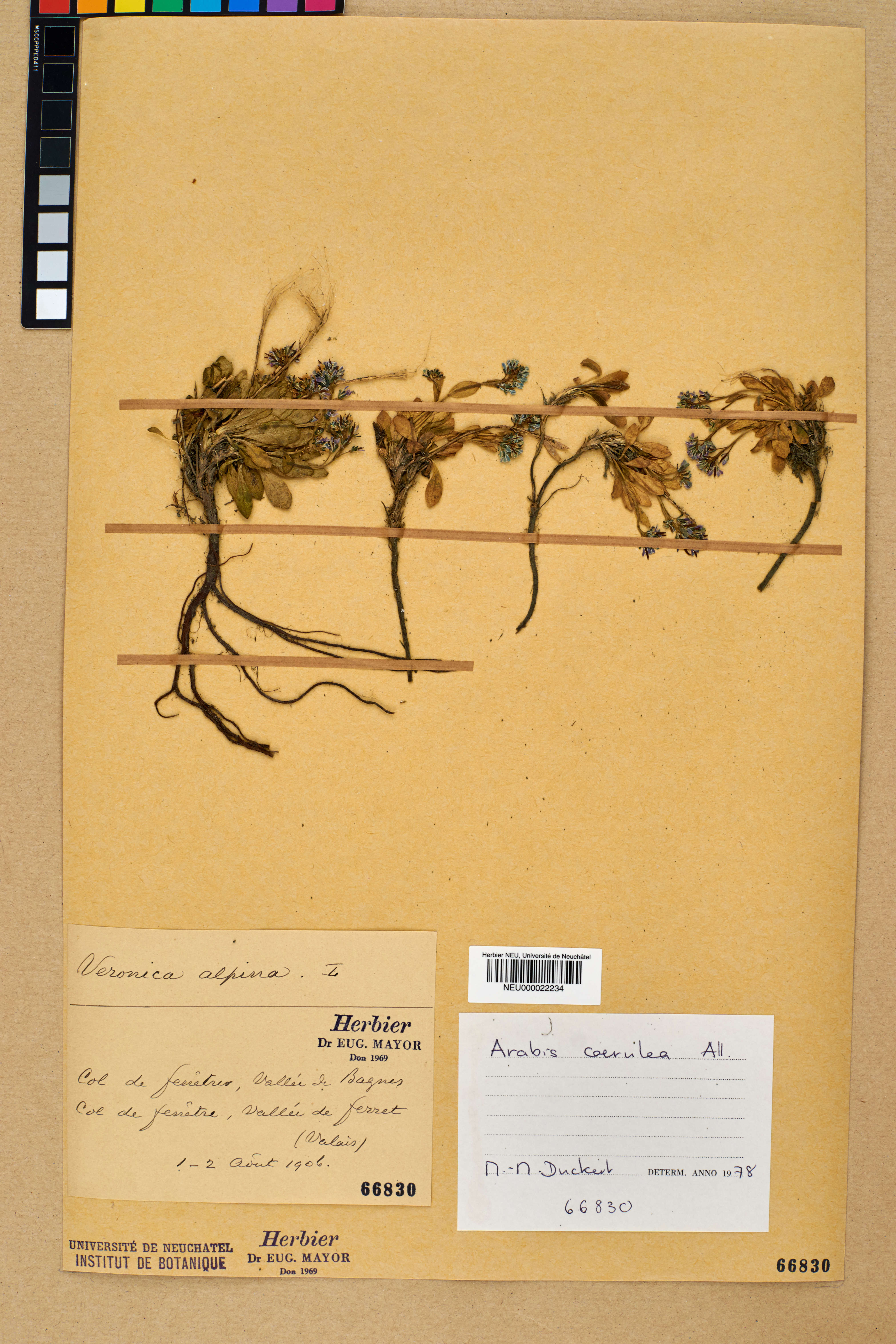
Herbarbeleg

### Vegetative Merkmale
Die Blau-Gänsekresse wächst als überwinternd grüne, ausdauernde krautige Pflanze und erreicht Wuchshöhen von 2 und 12 Zentimetern. Auf den oberirdischen Pflanzenteile sind einfache und Gabelhaaren vorhanden (Indument). Der aufrechte, einfache, beblätterte Stängel ist bis zum Blütenstand behaart.
Die in Rosetten angeordneten Grundblätter sind kurz gestielt und die ein bis drei Stängelblätter sind sitzend. Die fleischige Blattspreite der Grundblätter ist oval bis länglich-eiförmig und an ihre Basis keilförmig verschmälert. Die Grundblätter und die Stängelblätter besitzen im oberen Bereich zwei bis selten sieben deutliche, spitze Zähne und am Rand bewimpert. Die obersten Stängelblätter sind ganzrandig.

### Generative Merkmale
Die Blütezeit reicht von Juli bis August oder September. Zwei bis acht Blüten stehen in einem nickenden, gedrängten, traubigen Blütenstand zusammen.
Die zwittrigen Blüten besitzen eine doppelte Blütenhülle. Die vier hell-blaulilafarben bis weißlichen Kronblätter sind bei einer Länge von 4 bis 5 Millimetern schmal-spatelig.
Die Fruchtstiele sind aufrecht und anliegend. Die kahlen, oft blau überlaufenen Schoten sind 10 bis 30 Millimeter lang sowie 2,5 bis 3 Millimeter breit.

### Chromosomensatz
Die Chromosomengrundzahl beträgt; es liegt Diploidie vor mit einer Chromosomenzahl von 2n = 16.

## Ökologie
Bei der Blau-Gänsekresse handelt es sich um einen mesomorphen Hemikryptophyten.
Arabis caerulea ist selbstkompatibel und leicht protogyn. Blütenökologisch handelt es sich um Scheibenblumen mit halbverborgen Nektar. Die Nektarien befinden sich an der Basis der Staubblätter. Es erfolgt Bestäubung durch Insekten oder Selbstbestäubung. Typische Bestäuber sind Syrphiden, Bienen und Schmetterlinge.
Die Diasporen sind die Samen.

## Vorkommen
Es gibt Fundortangaben für Frankreich, Deutschland, Österreich, Liechtenstein, die Schweiz, Italien und Slowenien. Diese kalkstete Pflanze gedeiht in den Alpen. Arabis caerulea gilt als Charakterart der Schneetälchen in der Assoziation Arabidetum caeruleae aus dem Verband Arabidion caeruleae, kommt aber auch in Pflanzengesellschaften des Verbands Drabion hoppeanae vor. Häufige Standorte sind auch feuchte Felsschuttflure. Die Blau-Gänsekresse gedeiht der alpinen bis subnivalen Höhenstufe. Sie kommt in Höhenlagen von 1900 bis 3500 Metern vor.
Die ökologischen Zeigerwerte nach Landolt & al. 2010 sind in der Schweiz: Feuchtezahl F = 4 (sehr feucht), Lichtzahl L = 5 (sehr hell), Reaktionszahl R = 4 (neutral bis basisch), Temperaturzahl T = 1 (alpin und nival), Nährstoffzahl N = 2 (nährstoffarm), Kontinentalitätszahl K = 2 (subozeanisch).

## Taxonomie
Die Erstveröffentlichung erfolgte 1785 unter dem Namen (Basionym) Turritis caerulea durch Carlo Allioni in Flora Pedemontana 1, S. 270. Die Neukombination zu Arabis caerulea (All.) Haenke wurde 1789 Haenke in Collecteana, 2, S. 56 veröffentlicht.